# United Cup
De United Cup is een tennistoernooi voor landenteams, dat in januari 2023 voor het eerst plaatsvond als opvolger van het mannentoernooi de ATP Cup. Het evenement wordt in Australië gehouden.

## Toernooistructuur

### 2023
Het toernooi duurde elf dagen.
Teams van 18 landen speelden verdeeld over zes groepen in Brisbane, Perth en Sydney. Er werd buiten (Brisbane, Sydney) dan wel binnen (Perth) op hardcourt gespeeld. De twee groepswinnaars per stad speelden daarna een stadsfinale, hetgeen drie van de vier halvefinalisten opleverde. Als vierde halvefinalist werd die verliezer aangewezen die tot op dat moment het best had gepresteerd. Na een reisdag werden de halve finales en de finale gespeeld in Sydney.
Een landenteam bestond uit ten minste drie en ten hoogste vier spelers per geslacht. Een wedstrijd tussen twee landen bestond uit maximaal vijf partijen: twee in het mannenenkelspel, twee in het vrouwenenkelspel en eventueel een in het gemengd dubbelspel (als de enkelspelpartijen eindigden in 2–2). De partijen werden gespeeld om twee gewonnen sets.

### 2024
Het toernooi duurde tien dagen.
Teams van 18 landen spelen verdeeld over zes groepen in Perth en Sydney. Er wordt buiten (Sydney) dan wel binnen (Perth) op hardcourt gespeeld. Alle groepswinnaars gaan naar de kwartfinale, hetgeen zes van de acht kwartfinalisten oplevert. Per stad gaat bovendien de best presterende nummer twee naar de kwartfinale. De halve finales en de finale worden gespeeld in Sydney.
Een landenteam bestaat uit ten minste twee en ten hoogste drie spelers per geslacht. Een wedstrijd tussen twee landen bestaat uit maximaal drie partijen: een in het mannenenkelspel, een in het vrouwenenkelspel en eventueel een in het gemengd dubbelspel (als de enkelspelpartijen eindigen in 1–1). De partijen worden gespeeld om twee gewonnen sets.

### 2025
Het toernooi vond plaats van 27 december 2024 tot en met 5 januari 2025.
De 18 teams speelden hun wedstrijden in Perth en Sydney. De Verenigde Staten versloegen in de finale Polen met 2-0. Duitsland werd als titelhouder in de kwartfinale uitgeschakeld door Kazachstan.

## Finales
| jaar | winnaar          | verliezend finalist | score |
| ---- | ---------------- | ------------------- | ----- |
| 2023 | Verenigde Staten | Italië              | 4-0   |
| 2024 | Duitsland        | Polen               | 2-1   |
| 2025 | Verenigde Staten | Polen               | 2-0   |